# Pyöriä Kiertusjärvi
Pyöriä Kiertusjärvi är en sjö i kommunen Enare i landskapet Lappland i Finland. Sjön ligger 173,1 meter över havet. Arean är 45 hektar och strandlinjen är 3,48 kilometer lång. Sjön  ingår i Pasvik älvs huvudavrinningsområde.   Den ligger omkring 280 kilometer norr om Rovaniemi och omkring 980 kilometer norr om Helsingfors. 
Pyöriä Kiertusjärvi ligger väster om Kiertusjärvi. 